# Unione Sportiva Avellino 1912 2016-2017
Questa voce raccoglie le informazioni riguardanti l'Unione Sportiva Avellino 1912 nelle competizioni ufficiali della stagione 2016-2017.

## Stagione

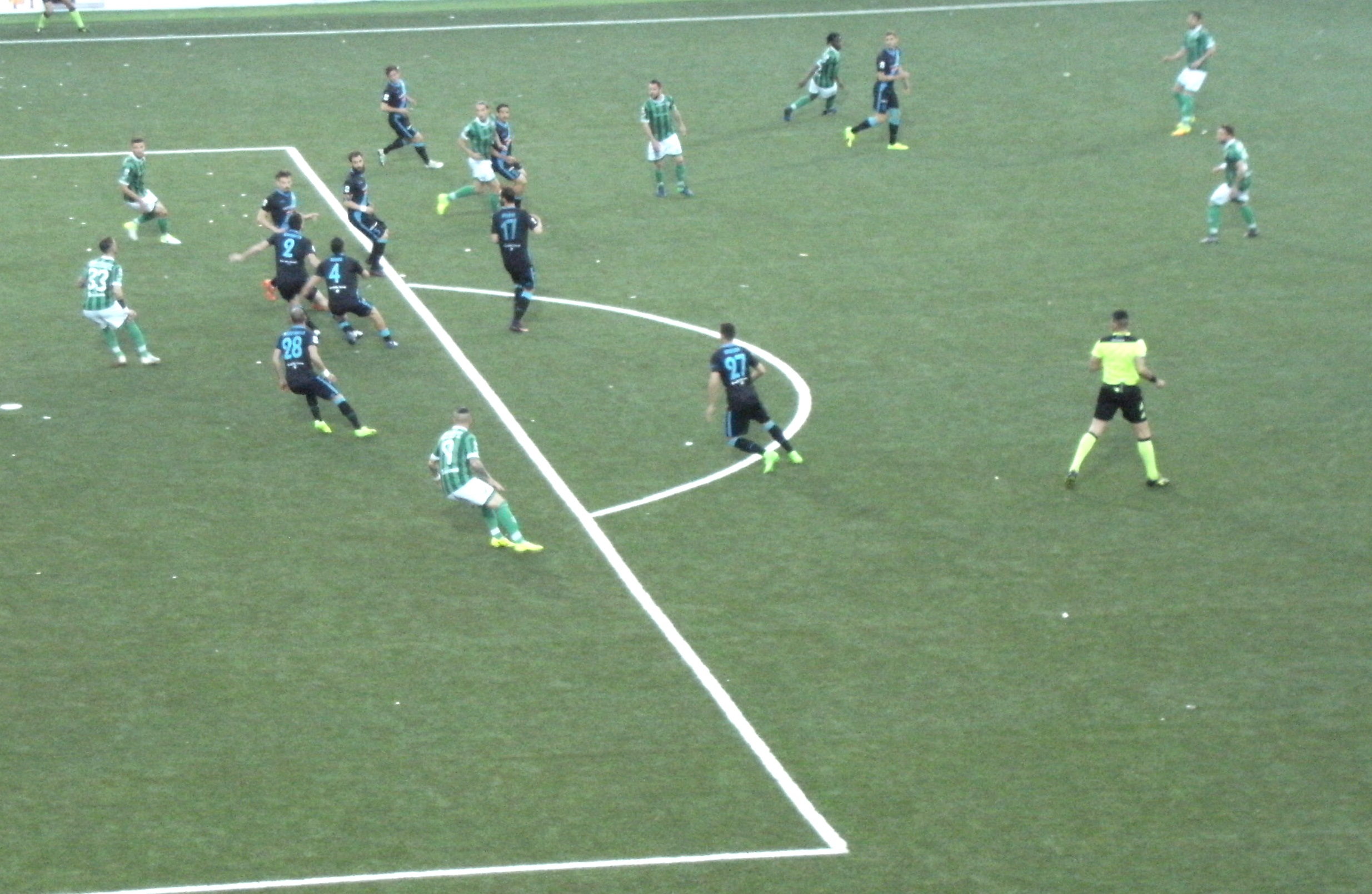
Fase di gioco dell'incontro Avellino - SPAL

Nella stagione 2016-2017 l'Avellino disputa il diciottesimo campionato di Serie B della sua storia. Raccoglie 52 punti sul campo, ma deve scontarne 2 di penalizzazione, con il quattordicesimo posto finale. Inizia il torneo allenata da Domenico Toscano che resta in sella fino a fine novembre, infatti dopo la sconfitta (3-0) subita a Cesena, passa la mano a Walter Novellino che traghetta gli irpini, verso una tranquilla salvezza. Il miglior marcatore stagionale biancoverde è stato Matteo Ardemagni che firma 13 reti. Nella Coppa Italia Tim Cup irpini subito fuori nel secondo turno, sconfitti (2-0) a Bassano del Grappa.

## Divise e sponsor
Lo sponsor tecnico per la stagione 2016-2017 è Givova, mentre lo sponsor ufficiale è Sienergia.
| Casa | Trasferta | Terza divisa |

## Organigramma societario
Area direttiva
- Presidente e amministratore unico: Walter Taccone
- Presidente onorario: Michele Gubitosa
- Direttore generale: Massimiliano Taccone
- Direttore sportivo: Enzo De Vito

Area organizzativa
- Segretario generale: Tommaso Aloisi
- Team manager: Christian Vecchia
- Responsabile legale: Franco Maurizio Vigilante
- Responsabili commerciali: Giovanni De Vita e Manlio Iorio
- Segreteria amministrativa: Ulderica Cardone e Maddalena Festa
- Responsabile biglietteria e Tessera del Tifoso: Giuseppe Musto
- Responsabile rapporti istituzionali e SLO: Luigi Lallo
- Delegati alla sicurezza: Orlando Formoso, Marciano D'Avino
- Magazzinieri: Americo Gengaro, Massimiliano Sperduto
- Custode: Umberto Coppola

Area tecnica
- Allenatore: Domenico Toscano, poi Walter Novellino
- Allenatore in seconda: Michele Napoli, poi Eduardo Imbimbo
- Preparatore dei portieri: Michele Gerace, poi Carmine Amato
- Preparatore atletico: Pietro La Porta, poi Antonio Nardi
- Collaboratore tecnico: Luca Altomare, poi Simone Tomassoli
- Responsabile settore giovanile: Renato Cioffi
- Allenatore Primavera: Renato Cioffi

Area sanitaria
- Responsabile: Vincenzo Rosciano
- Medico sociale: Gaetano Iovino
- Massaggiatori: Antonio Bellofiore, Alessandro Picariello

Area comunicazione
- Responsabile ufficio stampa: Beniamino Pescatore

## Rosa
| N. |                         | Ruolo | Calciatore                     |
| -- | ----------------------- | ----- | ------------------------------ |
| 1  | Italia (bandiera)       | P     | Pierluigi Frattali             |
| 1  | Italia (bandiera)       | P     | Luca Lezzerini                 |
| 2  | Italia (bandiera)       | D     | Simone Petricciuolo            |
| 3  | Italia (bandiera)       | D     | Marco Perrotta                 |
| 4  | Senegal (bandiera)      | D     | Layousse Diallo                |
| 4  | Italia (bandiera)       | C     | Federico Moretti               |
| 5  | Italia (bandiera)       | D     | Davide Biraschi                |
| 5  | Albania (bandiera)      | D     | Berat Djimsiti                 |
| 6  | Italia (bandiera)       | D     | Marco Migliorini               |
| 7  | Italia (bandiera)       | A     | Francesco Tavano               |
| 7  | Italia (bandiera)       | A     | Daniele Verde                  |
| 8  | Italia (bandiera)       | C     | Angelo D'Angelo (capitano)     |
| 9  | RD del Congo (bandiera) | A     | Benjamin Mokulu                |
| 9  | Italia (bandiera)       | A     | Umberto Eusepi                 |
| 10 | Italia (bandiera)       | A     | Luigi Castaldo (vice capitano) |
| 11 | Italia (bandiera)       | C     | Niccolò Belloni                |
| 12 | Italia (bandiera)       | P     | Daniel Offredi                 |
| 12 | Italia (bandiera)       | P     | Rino Iuliano                   |
| 13 | Italia (bandiera)       | D     | Pietro Visconti                |
| 14 | Italia (bandiera)       | C     | Alessandro Sbaffo              |
| 14 | Italia (bandiera)       | C     | Salvatore Molina               |

| N. |                          | Ruolo | Calciatore         |
| -- | ------------------------ | ----- | ------------------ |
| 15 | Slovacchia (bandiera)    | C     | Richard Lašík      |
| 16 | Italia (bandiera)        | C     | Luca Crecco        |
| 16 | Italia (bandiera)        | C     | Duilio Evangelista |
| 17 | Ghana (bandiera)         | D     | Patrick Asmah      |
| 18 | Belgio (bandiera)        | A     | Mohamed Soumaré    |
| 19 | Italia (bandiera)        | D     | Angelo Rea         |
| 19 | Italia (bandiera)        | C     | Lorenzo Laverone   |
| 20 | Italia (bandiera)        | C     | Fabrizio Paghera   |
| 21 | Belgio (bandiera)        | C     | Stephane Omeonga   |
| 22 | Serbia (bandiera)        | P     | Boris Radunović    |
| 23 | Ghana (bandiera)         | D     | Isaac Donkor       |
| 23 | Italia (bandiera)        | D     | Matthias Solerio   |
| 24 | Italia (bandiera)        | C     | Guido D'Attilio    |
| 25 | Italia (bandiera)        | C     | William Jidayi     |
| 26 | Marocco (bandiera)       | C     | Soufiane Bidaoui   |
| 27 | Italia (bandiera)        | D     | Davide Gavazzi     |
| 28 | Italia (bandiera)        | C     | Lorenzo Tassi      |
| 30 | Guinea-Bissau (bandiera) | A     | Idrissa Camará     |
| 32 | Uruguay (bandiera)       | D     | Alejandro González |
| 33 | Italia (bandiera)        | A     | Matteo Ardemagni   |

## Calciomercato

### Sessione estiva(dal 1º luglio al 31 agosto)
| Acquisti         | Acquisti                  | Acquisti          | Acquisti                                          |
| R.               | Nome                      | da                | Modalità                                          |
| ---------------- | ------------------------- | ----------------- | ------------------------------------------------- |
| P                | Boris Radunović           | Atalanta          | prestito con diritto di riscatto e controriscatto |
| D                | Patrick Asmah             | Atalanta          | prestito con diritto di riscatto e controriscatto |
| D                | Layousse Diallo           | Fiorentina        | definitivo                                        |
| D                | Berat Djimsiti            | Atalanta          | prestito                                          |
| D                | Isaac Donkor              | Inter             | prestito con diritto di riscatto e controriscatto |
| D                | Maxime Giron              | Melfi             | fine prestito                                     |
| D                | Alejandro Damián González | Verona            | prestito                                          |
| D                | Marco Perrotta            | Pescara           | prestito con diritto di riscatto e controriscatto |
| D                | Simone Petricciuolo       | Melfi             | fine prestito                                     |
| C                | Niccolò Belloni           | Inter             | prestito con diritto di riscatto e controriscatto |
| C                | Soufiane Bidaoui          |                   | svincolato                                        |
| C                | Luca Crecco               | Lazio             | prestito                                          |
| C                | Duilio Evangelista        | Isernia           | fine prestito                                     |
| C                | Richard Lašík             | Slovan Bratislava | definitivo                                        |
| C                | Salvatore Molina          | Atalanta          | prestito                                          |
| C                | Stephane Omeonga          | Anderlecht        | definitivo                                        |
| C                | Lorenzo Tassi             | Inter             | prestito con diritto di riscatto e controriscatto |
| A                | Matteo Ardemagni          | Atalanta          | definitivo                                        |
| A                | Andrea Arrighini          | Cosenza           | fine prestito                                     |
| A                | Idrissa Camará            | Correggese        | definitivo                                        |
| A                | Mohamed Soumaré           | Melfi             | fine prestito                                     |
| A                | Daniele Verde             | Roma              | prestito con diritto di riscatto e controriscatto |
| Altre operazioni |                           |                   |                                                   |
| R.               | Nome                      | da                | Modalità                                          |
| P                | Mario Cappa               | Ischia            | definitivo                                        |
| P                | Vincent Diouf             | Bra               | fine prestito                                     |
| D                | Daniele De Falco          | Real Casarea      | definitivo                                        |
| D                | Armando De Martino        | Ischia            | definitivo                                        |
| D                | Antonio Morra             | Real Casarea      | definitivo                                        |
| D                | Umberto Perna             | Ischia            | definitivo                                        |
| D                | Vincenzo Potenza          | Monteruscello     | prestito                                          |
| D                | Alessandro Rescigno       | Catania           | prestito                                          |
| D                | Simone Sannia             | Benevento         | definitivo                                        |
| C                | Emanuele Bongiovanni      | Montesarchio      | definitivo                                        |
| A                | Fabio Liberato Andreozzi  | Europa Cesa       | definitivo                                        |
| A                | Luciano Arciello          | AltoVicentino     | prestito con diritto di riscatto                  |
| A                | Vittorio Bettinardi       | Mantova           | definitivo                                        |
| A                | Luciano Garofalo          | Benevento         | definitivo                                        |
| A                | Luca Paudice              | Ascoli            | definitivo                                        |
| A                | Antonio Sabbatino         | Real Casarea      | definitivo                                        |

| Cessioni         | Cessioni            | Cessioni   | Cessioni                         |
| R.               | Nome                | a          | Modalità                         |
| ---------------- | ------------------- | ---------- | -------------------------------- |
| P                | Tommaso Bianco      |            | svincolato                       |
| D                | Davide Biraschi     | Genoa      | prestito con obbligo di riscatto |
| D                | Marco Chiosa        | Torino     | fine prestito                    |
| D                | Maxime Giron        | Reggiana   |                                  |
| D                | Constantin Nica     | Latina     | fine prestito                    |
| D                | Simone Petricciuolo |            | rescissione                      |
| D                | Francesco Pisano    | Bolton     | fine prestito                    |
| D                | Raffaele Pucino     | Sassuolo   | fine prestito                    |
| D                | Angelo Rea          | Messina    | definitivo                       |
| D                | Pietro Visconti     | Trapani    | definitivo                       |
| C                | Mariano Arini       | SPAL       | definitivo                       |
| C                | Samuel Bastien      | Anderlecht | fine prestito                    |
| C                | Alessandro Sbaffo   | Reggiana   | prestito con obbligo di riscatto |
| A                | Andrea Arrighini    | Cittadella | prestito con diritto di riscatto |
| A                | Roberto Insigne     | Napoli     | fine prestito                    |
| A                | João Silva          |            | scadenza contratto               |
| A                | Francesco Tavano    |            | rescissione                      |
| A                | Enrico Ventola      | Lupa Roma  | prestito                         |
| Altre operazioni |                     |            |                                  |
| R.               | Nome                | a          | Modalità                         |
| P                | Vincent Diouf       | Bra        | scadenza contratto               |

### Sessione invernale(dal 3 al 31 gennaio)
| Acquisti         | Acquisti         | Acquisti      | Acquisti                                          |
| R.               | Nome             | da            | Modalità                                          |
| ---------------- | ---------------- | ------------- | ------------------------------------------------- |
| P                | Luca Lezzerini   | Fiorentina    | prestito con diritto di riscatto e controriscatto |
| P                | Rino Iuliano     | Prato         | definitivo                                        |
| D                | Maxime Giron     | Reggiana      | rientro prestito                                  |
| D                | Matthias Solerio | Giana Erminio | prestito con obbligo di riscatto                  |
| D                | Lorenzo Laverone | Salernitana   | prestito con obbligo di riscatto                  |
| C                | Federico Moretti | Latina        | definitivo                                        |
| A                | Umberto Eusepi   | Pisa          | prestito                                          |
| Altre operazioni |                  |               |                                                   |
| R.               | Nome             | da            | Modalità                                          |
| D                | Giovanni Alfano  | SPAL          | prestito con diritto di riscatto                  |
| D                | Guglielmo Marino | Napoli        | prestito                                          |
| D                | Giovanni Rota    | Virtus Volla  | definitivo                                        |
| A                | Pietro Ciotti    | Nocerina      | prestito                                          |

| Cessioni         | Cessioni           | Cessioni          | Cessioni                         |
| R.               | Nome               | a                 | Modalità                         |
| ---------------- | ------------------ | ----------------- | -------------------------------- |
| P                | Pierluigi Frattali | Parma             | definitivo                       |
| P                | Daniel Offredi     | Bari              | prestito                         |
| D                | Layousse Diallo    | Casertana         | prestito                         |
| D                | Isaac Donkor       | Inter             | risoluzione prestito             |
| D                | Maxime Giron       | Juve Stabia       | prestito                         |
| C                | Luca Crecco        | Lazio             | risoluzione prestito             |
| C                | Guido D'Attilio    | Racing Roma       | prestito                         |
| C                | Salvatore Molina   | Atalanta          | risoluzione prestito             |
| C                | Lorenzo Tassi      | Inter             | risoluzione prestito             |
| A                | Benjamin Mokulu    | Frosinone         | prestito con diritto di riscatto |
| Altre operazioni |                    |                   |                                  |
| R.               | Nome               | a                 | Modalità                         |
| D                | Mario D'Acunzo     | Città di Castello | prestito                         |

## Risultati

### Serie B

#### Girone di andata
| Arbitro: | La Penna (Roma) |

|                 |           |                     |
| L. Castaldo 65’ | Marcatori | 55’ And. Caracciolo |

| Arbitro: | Di Martino (Teramo) |

|                               |           |  |
| Masucci 34’ Caputo 66’ (rig.) | Marcatori |  |

| Avellino 10 settembre 2016, ore 15:00 CEST 3ª giornata | Avellino       | 0 – 0 referto | Trapani | Stadio Partenio-Adriano Lombardi (6 500 spett.)\| Arbitro: \| Serra (Torino) \| |
| Arbitro:                                               | Serra (Torino) |               |         |                                                                                 |

| Arbitro: | Illuzzi (Molfetta) |

|                                 |           |             |
| Bessa 12’ Pisano 38’ Rômulo 41’ | Marcatori | 36’ Belloni |

| Arbitro: | Martinelli (Roma) |

|  |           |               |
|  | Marcatori | 78’ Arrighini |

| Vicenza 24 settembre 2016, ore 15:00 CEST 6ª giornata | Vicenza             | 0 – 0 referto | Avellino | Stadio Romeo Menti (6 809 spett.)\| Arbitro: \| Aureliano (Bologna) \| |
| Arbitro:                                              | Aureliano (Bologna) |               |          |                                                                        |

| Arbitro: | Baroni (Firenze) |

|                                     |           |                                       |
| Verde 14’, 43’ (rig.) Ardemagni 50’ | Marcatori | 40’ (rig.) Mustacchio 90+2’ La Mantia |

| Arbitro: | Pinzani (Empoli) |

|                                |           |  |
| Monaco 24’ Di Carmine 32’, 84’ | Marcatori |  |

| Arbitro: | Ros (Pordenone) |

|              |           |  |
| D'Angelo 76’ | Marcatori |  |

| Arbitro: | Abisso (Palermo) |

|              |           |  |
| N. Viola 56’ | Marcatori |  |

| Arbitro: | Serra (Torino) |

|           |           |  |
| Lašík 28’ | Marcatori |  |

| Arbitro: | Martinelli (Roma) |

|                         |           |  |
| Antenucci 40’, 87’, 89’ | Marcatori |  |

| Arbitro: | Pezzuto (Lecce) |

|  |           |                       |
|  | Marcatori | 30’ (rig.) D. Ciofani |

| Arbitro: | Mainardi (Bergamo) |

|             |           |                      |
| Lasagna 53’ | Marcatori | 51’ (rig.) Ardemagni |

| Arbitro: | Piccinini (Forlì) |

|              |           |  |
| D'Angelo 73’ | Marcatori |  |

| Arbitro: | Illuzzi (Molfetta) |

|                                     |           |  |
| M. Đurić 18’ Dalmonte 70’ Ciano 85’ | Marcatori |  |

| Arbitro: | Aureliano (Bologna) |

|           |           |                      |
| Verde 27’ | Marcatori | 38’ Giorgi 64’ Cacia |

| Arbitro: | Pinzani (Empoli) |

|          |           |           |
| Verde 7’ | Marcatori | 82’ Cissé |

| Arbitro: | Chiffi (Padova) |

|                 |           |                   |
| Fedele 51’, 79’ | Marcatori | 45+1’ L. Castaldo |

| Arbitro: | Abisso (Palermo) |

|                                    |           |                                |
| Jidayi 18’ Ardemagni 49’ Verde 90’ | Marcatori | 64’ Busellato 90+3’ Donnarumma |

| Latina 30 dicembre 2016, ore 20:30 CET 21ª giornata | Latina           | 0 – 0 referto | Avellino | Stadio Domenico Francioni (3 527 spett.)\| Arbitro: \| Rapuano (Rimini) \| |
| Arbitro:                                            | Rapuano (Rimini) |               |          |                                                                            |

#### Girone di ritorno
| Arbitro: | Baroni (Firenze) |

|  |           |                      |
|  | Marcatori | 13’, 90+5’ Ardemagni |

| Arbitro: | Minelli (Varese) |

|                       |           |                           |
| Lašík 27’ Moretti 86’ | Marcatori | 35’ Catellani 67’ Troiano |

| Erice 6 febbraio 2017, ore 20:30 CET 24ª giornata | Trapani         | 0 – 0 referto | Avellino | Stadio Polisportivo Provinciale (4 734 spett.)\| Arbitro: \| La Penna (Roma) \| |
| Arbitro:                                          | La Penna (Roma) |               |          |                                                                                 |

| Arbitro: | Serra (Torino) |

|                              |           |  |
| Paghera 50’ (rig.) Verde 60’ | Marcatori |  |

| Arbitro: | Marini (Roma) |

|               |           |                                 |
| Strizzolo 12’ | Marcatori | 53’, 86’ Ardemagni 90+2’ Eusepi |

| Arbitro: | Piccinini (Forlì) |

|                                 |           |             |
| D'Angelo 28’, 38’ Ardemagni 48’ | Marcatori | 65’ Bellomo |

| Arbitro: | Martinelli (Roma) |

|                   |           |          |
| Comi 90+5’ (rig.) | Marcatori | 8’ Verde |

| Arbitro: | Manganiello (Pinerolo) |

|  |           |                                                          |
|  | Marcatori | 12’, 38’, 60’ Di Carmine 71’ (aut.) Laverone 75’ Terrani |

| Arbitro: | Ghersini (Genova) |

|                   |           |               |
| Granoche 25’, 59’ | Marcatori | 17’ Ardemagni |

| Arbitro: | Ros (Pordenone) |

|                      |           |             |
| Ardemagni 77’ (rig.) | Marcatori | 10’ Macheda |

| Arbitro: | Di Paolo (Avezzano) |

|                                                              |           |                      |
| Avenatti 16’ (rig.) Palombi 35’ Meccariello 48’ Falletti 75’ | Marcatori | 74’ (rig.) Ardemagni |

| Arbitro: | Abbattista (Molfetta) |

|            |           |  |
| Eusepi 49’ | Marcatori |  |

| Arbitro: | Marini (Roma) |

|             |           |                 |
| Dionisi 15’ | Marcatori | 80’ L. Castaldo |

| Arbitro: | La Penna (Roma) |

|                |           |  |
| Perrotta 90+3’ | Marcatori |  |

| Arbitro: | Piccinini (Forlì) |

|  |           |              |
|  | Marcatori | 48’ Laverone |

| Arbitro: | Minelli (Varese) |

|               |           |            |
| Ardemagni 13’ | Marcatori | 27’ Laribi |

| Arbitro: | Ros (Pordenone) |

|                        |           |  |
| Cacia 25’ Orsolini 46’ | Marcatori |  |

| Arbitro: | Abisso (Palermo) |

|                        |           |            |
| Ceravolo 50’ Falco 65’ | Marcatori | 70’ Eusepi |

| Arbitro: | Marini (Roma) |

|                  |           |                    |
| Verde 65’ (rig.) | Marcatori | 17’ (rig.) Salzano |

| Arbitro: | Pinzani (Empoli) |

|                      |           |  |
| Coda 66’ Improta 89’ | Marcatori |  |

| Arbitro: | Saia (Palermo) |

|                               |           |             |
| Ardemagni 71’ L. Castaldo 81’ | Marcatori | 33’ Insigne |

### Coppa Italia
| Arbitro: | Ros (Pordenone) |

|                            |           |  |
| Maistrello 24’ Rantier 54’ | Marcatori |  |

## Statistiche

### Statistiche di squadra
| Competizione | Punti         | In casa | In casa | In casa | In casa | In casa | In casa | In trasferta | In trasferta | In trasferta | In trasferta | In trasferta | In trasferta | Totale | Totale | Totale | Totale | Totale | Totale | DR  |
| Competizione | Punti         | G       | V       | N       | P       | Gf      | Gs      | G            | V            | N            | P            | Gf           | Gs           | G      | V      | N      | P      | Gf     | Gs     | DR  |
| ------------ | ------------- | ------- | ------- | ------- | ------- | ------- | ------- | ------------ | ------------ | ------------ | ------------ | ------------ | ------------ | ------ | ------ | ------ | ------ | ------ | ------ | --- |
| Serie B      | 50(-2)        | 21      | 10      | 7       | 4       | 26      | 22      | 21           | 3            | 6            | 12           | 14           | 33           | 42     | 13     | 13     | 16     | 40     | 55     | -15 |
| Coppa Italia | secondo turno | 0       | 0       | 0       | 0       | 0       | 0       | 1            | 0            | 0            | 1            | 0            | 2            | 1      | 0      | 0      | 1      | 0      | 2      | -2  |
| Totale       | 50            | 21      | 10      | 7       | 4       | 26      | 22      | 22           | 3            | 6            | 13           | 14           | 35           | 43     | 13     | 13     | 17     | 40     | 57     | -17 |

### Andamento in campionato
| Giornata  | 1 | 2  | 3  | 4  | 5  | 6  | 7  | 8  | 9  | 10 | 11 | 12 | 13 | 14 | 15 | 16 | 17 | 18 | 19 | 20 | 21 | 22 | 23 | 24 | 25 | 26 | 27 | 28 | 29 | 30 | 31 | 32 | 33 | 34 | 35 | 36 | 37 | 38 | 39 | 40 | 41 | 42 |
| --------- | - | -- | -- | -- | -- | -- | -- | -- | -- | -- | -- | -- | -- | -- | -- | -- | -- | -- | -- | -- | -- | -- | -- | -- | -- | -- | -- | -- | -- | -- | -- | -- | -- | -- | -- | -- | -- | -- | -- | -- | -- | -- |
| Luogo     | C | T  | C  | T  | C  | T  | C  | T  | C  | T  | C  | T  | C  | T  | C  | T  | C  | C  | T  | C  | T  | T  | C  | T  | C  | T  | C  | T  | C  | T  | C  | T  | C  | T  | C  | T  | C  | T  | T  | C  | T  | C  |
| Risultato | N | P  | N  | P  | P  | N  | V  | P  | V  | P  | V  | P  | P  | N  | V  | P  | P  | N  | P  | V  | N  | V  | N  | N  | V  | V  | V  | N  | P  | P  | N  | P  | V  | N  | V  | V  | N  | P  | P  | N  | P  | V  |
| Posizione | 8 | 19 | 19 | 21 | 22 | 22 | 17 | 20 | 16 | 21 | 16 | 18 | 19 | 19 | 16 | 19 | 20 | 21 | 21 | 21 | 20 | 19 | 18 | 19 | 14 | 14 | 12 | 12 | 12 | 13 | 14 | 14 | 13 | 13 | 13 | 14 | 14 | 15 | 17 | 17 | 18 | 14 |

Fonte:  EVOLUZIONE CLASSIFICA SERIE B 16/17, su transfermarkt.it.
Legenda:

Luogo: C = Casa; T = Trasferta. Risultato: V = Vittoria; N = Pareggio; P = Sconfitta.

### Statistiche dei giocatori
In corsivo i giocatori che hanno lasciato la squadra a stagione già iniziata.
| Giocatore     | Serie B  | Serie B | Serie B     | Serie B    | Coppa Italia | Coppa Italia | Coppa Italia | Coppa Italia | Totale   | Totale | Totale      | Totale     |
| Giocatore     | Presenze | Reti    | Ammonizioni | Espulsioni | Presenze     | Reti         | Ammonizioni  | Espulsioni   | Presenze | Reti   | Ammonizioni | Espulsioni |
| ------------- | -------- | ------- | ----------- | ---------- | ------------ | ------------ | ------------ | ------------ | -------- | ------ | ----------- | ---------- |
| M. Ardemagni  | 35       | 13      | 6           | 1          | 0            | 0            | 0            | 0            | 35       | 13     | 6           | 1          |
| P. Asmah      | 16       | 0       | 5           | 1          | 0            | 0            | 0            | 0            | 16       | 0      | 5           | 1          |
| N. Belloni    | 30       | 1       | 4           | 1          | 0            | 0            | 0            | 0            | 30       | 1      | 4           | 1          |
| S. Bidaoui    | 16       | 0       | 1           | 1          | 1            | 0            | 0            | 0            | 17       | 0      | 1           | 1          |
| D. Biraschi   | 1        | 0       | 0           | 0          | 1            | 0            | 1            | 0            | 2        | 0      | 1           | 0          |
| I. Camará     | 17       | 0       | 1           | 0          | 0            | 0            | 0            | 0            | 17       | 0      | 1           | 0          |
| L. Castaldo   | 29       | 4       | 6           | 0          | 1            | 0            | 0            | 0            | 30       | 4      | 6           | 0          |
| L. Crecco     | 12       | 0       | 1           | 0          | 0            | 0            | 0            | 0            | 12       | 0      | 1           | 0          |
| A. D'Angelo   | 37       | 4       | 16          | 0          | 1            | 0            | 0            | 0            | 38       | 4      | 16          | 0          |
| G. D'Attilio  | 0        | 0       | 0           | 0          | 1            | 0            | 0            | 0            | 1        | 0      | 0           | 0          |
| L. Diallo     | 8        | 0       | 5           | 1          | 0            | 0            | 0            | 0            | 8        | 0      | 5           | 1          |
| B. Djimsiti   | 35       | 0       | 5           | 1          | 0            | 0            | 0            | 0            | 35       | 0      | 5           | 1          |
| I. Donkor     | 7        | 0       | 2           | 0          | 0            | 0            | 0            | 0            | 7        | 0      | 2           | 0          |
| U. Eusepi     | 13       | 3       | 4           | 0          | 0            | 0            | 0            | 0            | 13       | 3      | 4           | 0          |
| P. Frattali   | 11       | -16     | 2           | 0          | 1            | -2           | 0            | 0            | 12       | -18    | 2           | 0          |
| D. Gavazzi    | 3        | 0       | 0           | 0          | 0            | 0            | 0            | 0            | 3        | 0      | 0           | 0          |
| A.D. González | 35       | 0       | 6           | 1          | 1            | 0            | 0            | 0            | 36       | 0      | 6           | 1          |
| R. Iuliano    | 0        | 0       | 0           | 0          | 0            | 0            | 0            | 0            | 0        | 0      | 0           | 0          |
| W. Jidayi     | 27       | 1       | 3           | 0          | 0            | 0            | 0            | 0            | 27       | 1      | 3           | 0          |
| R. Lašík      | 29       | 2       | 8           | 0          | 0            | 0            | 0            | 0            | 29       | 2      | 8           | 0          |
| L. Laverone   | 20       | 1       | 4           | 0          | 0            | 0            | 0            | 0            | 20       | 1      | 4           | 0          |
| L. Lezzerini  | 1        | -4      | 0           | 0          | 0            | 0            | 0            | 0            | 1        | -4     | 0           | 0          |
| M. Migliorini | 10       | 0       | 2           | 1          | 0            | 0            | 0            | 0            | 10       | 0      | 2           | 1          |
| B. Mokulu     | 12       | 0       | 2           | 0          | 1            | 0            | 1            | 0            | 13       | 0      | 3           | 0          |
| S. Molina     | 0        | 0       | 0           | 0          | 0            | 0            | 0            | 0            | 0        | 0      | 0           | 0          |
| D. Offredi    | 0        | -0      | 0           | 0          | 0            | -0           | 0            | 0            | 0        | -0     | 0           | 0          |
| S. Omeonga    | 30       | 0       | 3           | 0          | 1            | 0            | 0            | 0            | 31       | 0      | 3           | 0          |
| F. Paghera    | 27       | 1       | 8           | 0          | 0            | 0            | 0            | 0            | 27       | 1      | 8           | 0          |
| M. Perrotta   | 24       | 1       | 7           | 1          | 1            | 0            | 0            | 0            | 25       | 1      | 7           | 1          |
| B. Radunović  | 31       | -35     | 0           | 0          | 0            | -0           | 0            | 0            | 31       | -35    | 0           | 0          |
| A. Sbaffo     | 0        | 0       | 0           | 0          | 1            | 0            | 0            | 0            | 1        | 0      | 0           | 0          |
| M. Solerio    | 4        | 0       | 0           | 0          | 0            | 0            | 0            | 0            | 4        | 0      | 0           | 0          |
| M. Soumaré    | 17       | 0       | 2           | 0          | 0            | 0            | 0            | 0            | 17       | 0      | 2           | 0          |
| L. Tassi      | 0        | 0       | 0           | 0          | 1            | 0            | 0            | 0            | 1        | 0      | 0           | 0          |
| D. Verde      | 32       | 8       | 3           | 0          | 1            | 0            | 0            | 0            | 33       | 8      | 3           | 0          |
| P. Visconti   | 0        | 0       | 0           | 0          | 1            | 0            | 1            | 0            | 1        | 0      | 1           | 0          |

## Giovanili

### Piazzamenti
- Primavera:
  - Campionato: 14º posto (girone B)
  - Coppa Italia: Primo turno eliminatorio
- Allievi nazionali:
  - Campionato: 14º posto (girone C)